# 清水直右衛門
清水直右衛門（日语：／ Shimizu Naoemon，1900年或1901年—1945年8月6日），日本足球運動員，前日本國家足球隊成員。

## 日本國家足球隊
1923年，他共为日本國家足球隊出场2次，打进1球。

## 成績
| 日本國家足球隊 | 日本國家足球隊 | 日本國家足球隊 |
| 年             | 出場           | 入球           |
| -------------- | -------------- | -------------- |
| 1923           | 2              | 1              |
| 總和           | 2              | 1              |

## 去世
1945年8月6日，廣島遭遇原子彈襲擊，他與妻子一起被炸死，享年44歲。

## 外部連結
- Japan National Football Team Database